# كيث هيكس
كيث هيكس (بالإنجليزية: Keith Hicks)‏ (9 أغسطس 1954 بأولدهام في المملكة المتحدة - ) هو لاعب كرة قدم بريطاني في مركز الدفاع. لعب مع أولدهام أثلتيك ونادي روتشديل ونادي هايد إف سي ونادي هيرفورد وMossley A.F.C. ‏.